# 큰딱섬
큰딱섬은 경기도 화성시 송산면 지화리에 있던 섬으로, 시화방조제 건설로 육지가 되었다. 인공 습지가 조성되었다.